# Neostenetroides magniezi
Neostenetroides magniezi är en kräftdjursart som beskrevs av Lazar Botosaneanu och Thomas M. Iliffe 2007. Neostenetroides magniezi ingår i släktet Neostenetroides och familjen Gnathostenetroidae. Inga underarter finns listade i Catalogue of Life.